# حزب اعتدال و توسعه

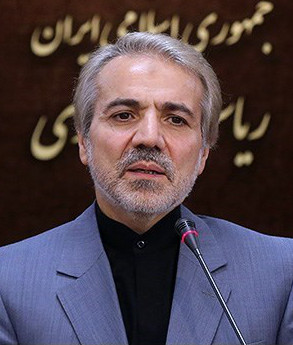
محمدباقر نوبخت، دبیرکل حزب اعتدال و توسعه

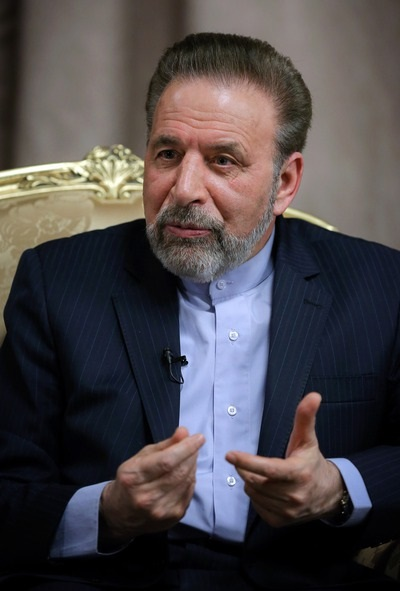
محمود واعظی، قائم مقام دبیرکل و رئیس دفتر سیاسی

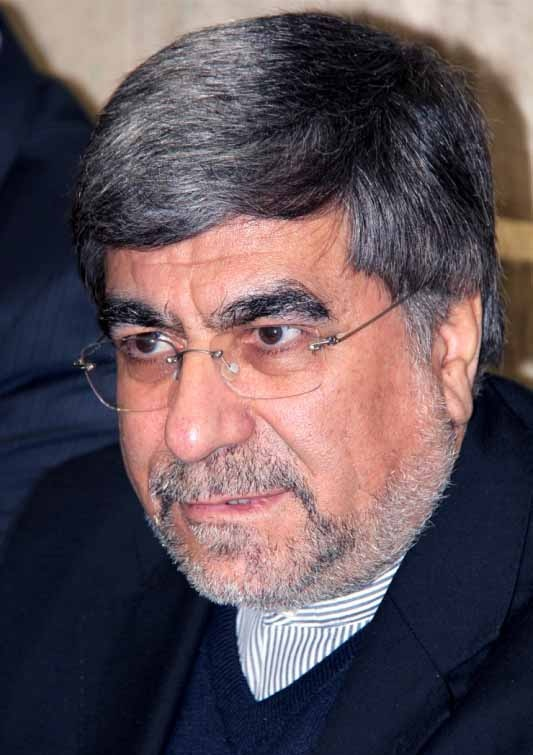
علی جنتی، رئیس هیئت اجرایی

حزب اعتدال و توسعه یک حزب اعتدالگرا در ایران است، که در سال ۱۳۷۸ تأسیس شد.
محمود واعظی، محمدباقر نوبخت، محمدرضا نعمت‌زاده و حسن روحانی، رئیس‌جمهور سابق در دولت یازدهم و دوازدهم از این حزب‌اند.

## تشکیل حزب
بنیانگذاران حزب اعتدال و توسعه عبارتند از: محمدباقر نوبخت، محمدرضا نعمت‌زاده، اکبر ترکان، فاطمه هاشمی رفسنجانی، محمود واعظی، سید حسین موسویان، محمود محمدی، سید احمد زرهانی، مرتضی محمدخان، مجید قاسمی، صلاح‌الدین دلشاد، محمدحسن تولایی و زهرا پیشگاهی‌فرد. چهره‌های مذکور پاییز سال ۱۳۷۸ پس از دیدار با آیت‌الله اکبر هاشمی رفسنجانی و مشورت با وی بر عملی‌کردن تصمیم‌شان جدی‌تر شدند. رئیس مجمع تشخیص مصلحت نظام در این دیدار گفته بود: «اداره کشور با یک جناح فاجعه است و در عوض همه نیروهای معتدل در دو جناح باید متحد شوند تا توسعه سیاسی- اقتصادی را به پیش برند و ستون‌های نظام را تقویت کنند.» به گفته سید حسین موسویان از بنیان‌گذاران حزب اعتدال و توسعه، طبق توصیه هاشمی رفسنجانی، بهترین گزینه برای رهبری حزب، حسن روحانی بود. هاشمی این سخنان را در دوره‌ای ابراز کرد که از یک سو حزب کارگزاران سازندگی، دوران افول خود را طی می‌کرد و از سوی دیگر میدان، تندروها در روزنامه‌هایشان، شدیدترین حملات را علیه هاشمی رفسنجانی صورت می‌دادند. حضور فاطمه هاشمی رفسنجانی در شورای مرکزی حزب، خود گویای میزان اعتقاد هاشمی به تأسیس چنین حزبی بود. بنیانگذاران حزب، پس از مشورت با هاشمی با حسن روحانی هم مشورت کردند و وی از این تصمیم بسیار استقبال کرد. در نهایت در آستانه برگزاری انتخابات مجلس شورای اسلامی (۱۳۷۸-۷۹)، این حزب رسماً تشکیل و محمدباقر نوبخت به عنوان دبیرکل آن انتخاب شد. حسن روحانی از همان ابتدای تشکیل حزب در بیشتر جلسات شورای مرکزی شرکت می‌کرد. در اولین کنگره حزب که بهمن ماه سال ۱۳۸۲ برگزار شد، کاظم جلالی (نماینده شاهرود)، حمیدرضا حاجی‌بابایی (نماینده همدان)، مرتضی بانک، غلامعلی دهقان و حمیدرضایی قلعه به عضویت شورای مرکزی درآمدند. البته، مجید قاسمی، محمدجواد ایروانی، کاظم جلالی و حمیدرضا حاجی‌بابایی پس از کمتر از ۴ سال از حزب کناره‌گیری کردند.

## هیئت مؤسس
محمدباقر نوبخت، محمود واعظی، اکبر ترکان، محمدرضا نعمت‌زاده، مرتضی محمدخان، سید حسین موسویان، محمدحسن تولایی، سید احمد زرهانی، ابوالفضل اجاره‌دار، مجید قاسمی، علیرضا شیخ عطار، فاطمه هاشمی رفسنجانی، زهرا پیشگاهی‌فرد.

## دوره‌های انتخاباتی

### انتخابات ششمین دوره مجلس
حزب اعتدال و توسعه با انتشار لیستی در انتخابات مجلس ششم، فعالیت حزبی‌اش را به صورت جدی آغاز کرد. محمد قوچانی، روزنامه‌نگار شاخص اصلاح‌طلب در آن روزها طی یادداشتی حزب اعتدال و توسعه را بال راست و حزب کارگزاران سازندگی را بال چپ هاشمی رفسنجانی نامگذاری کرد. اما نگاهی به لیست انتخاباتی حزب نشان می‌دهد که اعتدال و توسعه از استراتژی هم این و هم آن استفاده کرده بود؛ به این معنی که تعدادی از چهره‌های معتدل جناح راست را در کنار جمعی از معتدل‌های چپی گرد هم آورده بودند. البته سرلیست هم اکبر هاشمی رفسنجانی بود.
شعار اصلی فهرست اعتدال و توسعه در انتخابات مجلس ششم «می‌خواهم شاد، سرافراز و در رفاه زندگی کنم» بود که البته مشترکات بسیاری با فهرست جامعه روحانیت مبارز داشت. انتخابات مجلس ششم با پیروزی مطلق جریان چپ و اصلاح‌طلبان همراه بود، در انتخابات مذکور هاشمی رفسنجانی هرچند پس از بازشماری آراء توانست در جمع ۳۰ نفره تهران قرار بگیرد، اما از حضور در مجلس انصراف داد. با این وجود محمدباقر نوبخت توانست با رأی قابل توجهی برای چهارمین بار از رشت وارد مجلس شود. او در مجلس ششم، فراکسیون اعتدال را به همراه جمعی از همفکرانش تشکیل داد.

### انتخابات هشتمین دوره ریاست جمهوری
در انتخابات هشتمین دوره ریاست جمهوری، حزب اعتدال و توسعه از سید محمد خاتمی حمایت کرد.

### انتخابات هفتمین دوره مجلس
محمود محمدی از جمله نمایندگان این حزب در دوره هفتم مجلس شورای اسلامی از حوزه انتخابیه آباده بود که به عنوان نایب رئیس اول کمیسیون امنیت ملی و سیاست خارجی انتخاب شد و در دفاع از سید حسین موسویان نقش برجسته‌ای ایفا کرد.

### انتخابات نهمین دوره ریاست جمهوری
مهم‌ترین فعالیت حزب اعتدال و توسعه که منجر به شهرت بیش از پیش آن شد به انتخابات نهمین دوره ریاست جمهوری برمی‌گردد. اعتدال و توسعه به عنوان اولین حزب سیاسی ایران، در نیمه دوم سال ۱۳۸۳ رسماً از هاشمی رفسنجانی برای شرکت در انتخابات نهم دعوت به عمل آورد. این در حالی بود که حزب کارگزاران سازندگی به فکر گزینه‌ای غیر از هاشمی رفسنجانی یعنی میرحسین موسوی بود.
با نیامدن موسوی، کارگزاران نیز از هاشمی رفسنجانی حمایت کرد. پس از اعلام کاندیداتوری هاشمی رفسنجانی در اردیبهشت ۱۳۸۴ محمدباقر نوبخت، سخنگوی ستاد انتخاباتی وی شد. جلوداری این حزب نسبت به دو تشکیلات دیگر درون گفتمانی و نزدیک به هاشمی رفسنجانی یعنی حزب کارگزاران سازندگی و حزب اسلامی کار باعث شد که نقش‌آفرینی حزب اعتدال و توسعه بیشتر به چشم آید. هاشمی رفسنجانی در انتخابات سال ۱۳۸۴ نتوانست بر رقیب خود، محمود احمدی‌نژاد غلبه کند و این آغاز دور جدیدی از حیات سیاسی حزب اعتدال و توسعه بود. اعتدال و توسعه در مقطع ۱۳۸۴ تا ۱۳۸۸ یکی از احزاب اصلی منتقد محمود احمدی‌نژاد به‌خصوص در حوزه مسائل اقتصادی بود.

### انتخابات هشتمین دوره مجلس
به پیشنهاد رضایی قلعه سید محمود دعایی که در آن زمان به تأکید بر مشی اعتدالی شناخته می‌شد به عنوان سر لیست فهرست اعتدال و توسعه، در انتخابات مجلس هشتم انتخاب شد. سایر اعضای فهرست اعتدال و توسعه عبارت بودند از: محمود محمدی، مجید انصاری، سیدمحمد میرمحمدی، اسحاق جهانگیری، بهزاد قره‌یاضی، سید رضا اکرمی، عباسعلی زالی، ابوالفضل حسن‌بیگی، علی عباسپور، سهیلا جلودارزاده، نیره اعظم خوش خلق سیما، فاطمه کروبی، الهام امین‌زاده، رسول منتجب‌نیا، عادل آذر، مسعود سلطانی‌فر، محمدرضا راه چمنی، محمد اشرفی اصفهانی، حسین مظفر، الیاس حضرتی، وحید محمودی، اسدالله کیان ارثی، اسماعیل گرامی‌مقدم، رضا طلایی‌نیک، حسین میرمحمد صادقی، علیرضا محجوب، علی‌اکبر سیبویه، سلمان صفوی، امیررضا خادم، علی فتح‌الله‌زاده، حسن تأمینی لیچایی و بهمن محمد یاری.
این حزب توانست در انتخابات مجلس هشتم، چند نفر از افراد لیست خود را به مجلس بفرستد.

### انتخابات دهمین دوره ریاست جمهوری
حزب اعتدال و توسعه در انتخابات دهمین دوره ریاست جمهوری در کنار اصلاح‌طلبان از میرحسین موسوی حمایت کرد. بعد از انتخابات ۱۳۸۸ و اعتراض میرحسین موسوی، کاندیدای مورد نظر حزب اعتدال و توسعه، به نتایج انتخابات و هم‌زمان با رکود فعالیت احزاب، حزب اعتدال و توسعه نیز به حالت نیمه‌فعال درآمد، البته در همین زمان، محمود محمدی به عنوان سفیر جمهوری اسلامی ایران در الجزایر منصوب شد.

### انتخابات یازدهمین دوره ریاست جمهوری
جلسات حزب اعتدال و توسعه از سال ۱۳۹۱ مجدداً فعال شد. غلامعلی دهقان، سخنگوی اعتدال و توسعه برای اولین بار در آبان ۱۳۹۱، در کنفرانس خبری در نمایشگاه مطبوعات خواهان حضور حسن روحانی در انتخابات ۱۳۹۲ شد. او تأکید کرد که اجرای استراتژی جذب حداکثری مطرح شده از سوی رهبری توسط حسن روحانی به بهترین شکل ممکن می‌تواند تحقق یابد. دهقان در شرایطی که کمتر کسی حضور حسن روحانی در انتخابات را جدی می‌گرفت، بارها بر ضرورت حضور روحانی تأکید می‌کرد.
سخنگوی اعتدال و توسعه در آخرین هفته اسفند ۱۳۹۱ از قطعی‌شدن حضور روحانی در صحنه انتخابات خبر داد که این بار با بازتاب‌های گسترده بین‌المللی نیز همراه شد. در ادامه اعضای شاخص اعتدال و توسعه، کلیدی‌ترین مسئولیت‌ها در ستاد روحانی را از آن خود کردند. محمدرضا نعمت‌زاده به عنوان رئیس ستاد، اکبر ترکان قائم‌مقام ستاد و محمدباقر نوبخت سخنگوی ستاد حسن روحانی بوده‌اند. علاوه بر این افراد، محمود واعظی و مرتضی بانک هم در حلقه حامیان روحانی حضور داشتند. کمی بعد شخصیت‌های نزدیک به جریان اعتدال گرایی و اصلاحات از جمله هاشمی رفسنجانی، سید محمد خاتمی و حسن خمینی از حسن روحانی حمایت کردند. در نهایت حسن روحانی توانست در انتخابات ریاست جمهوری اکثریت مطلق (۵۰٫۷۱ ٪) آراء را به خود اختصاص دهد و هفتمین رئیس‌جمهور ایران شود.

### انتخابات دهمین دوره مجلس
در دهمین دوره انتخابات مجلس شورای اسلامی و پس از عدمِ تعیین تکلیفِ صلاحیتِ فاطمه هاشمی، مرتضی محمدخان، محمود محمدی و دیگر اعضاء اصلی حزب در حوزه تهران در انتخابات مجلس شورای اسلامی، دو جریان سیاسی اصلاح طلبان و حزب اعتدال و توسعه، با یکدیگر به توافق رسیدند تا یک لیست مشترک در سرتاسر کشور معرفی نمایند. این لیست تحت عنوان ائتلاف فراگیر اصلاح‌طلبان و حامیان دولت: گام دوم منتشر گردید و نامزدهای آن در تهران عبارت بودند از: محمدرضا عارف، مصطفی کواکبیان، علیرضا محجوب، سهیلا جلودارزاده، محمدرضا بادامچی، الیاس حضرتی، احمد مازنی، محمود صادقی، عبدالرضا هاشم زائی، پروانه مافی، فاطمه سعیدی، سیده فاطمه ذوالقدر، سیده فاطمه حسینی، پروانه سلحشوری، طیبه سیاوشی شاه عنایتی، فریده اولادقباد، محمدعلی وکیلی، غلامرضا حیدری، علیرضا رحیمی، ابوالفضل سروش، محمدرضا نجفی، مهدی شیخ، محسن علیجانی زمانی، محمدجواد فتحی، سید فرید موسوی، علی مطهری، کاظم جلالی، بهروز نعمتی، داوود محمدی و علی نوبخت. در این دوره از انتخابات مجلس تمامی نامزدهای انتخاباتی فهرست ائتلاف اصلاح طلبان و حامیان دولت، از حوزه تهران وارد مجلس شورای اسلامی شدند و در مرحله اول ۸۳ کرسی مجلس در سراسر کشور به این فهرست رسید و در مجموع توانستند اکثریت نسبی مجلس دهم را به دست آورند

### انتخابات دوازدهمین دوره ریاست جمهوری
در دوازدهمین دوره انتخابات ریاست جمهوری، حسن روحانی، رئیس‌جمهور ایران، نامزد این حزب در انتخابات بود و در رقابت با سید ابراهیم رئیسی پیروز شد.

## نامزدهای ریاست جمهوری
| سال  | نامزد               |
| ---- | ------------------- |
| ۱۳۸۰ | سید محمد خاتمی      |
| ۱۳۸۴ | اکبر هاشمی رفسنجانی |
| ۱۳۸۸ | میرحسین موسوی       |
| ۱۳۹۲ | حسن روحانی          |
| ۱۳۹۶ | حسن روحانی          |
| ۱۴۰۳ | مسعود پزشکیان       |

## اهداف
این حزب مدعی است اهداف زیر را در اساسنامه برای خود تعیین کرده‌است:
1. گفتمان توسعه و سازندگی اصلی‌ترین راهبرد برای تداوم عدالت اجتماعی و تحقق اهداف مقدس نظام و امام راحل خواهد بود.
2. اصل عقلانیت واعتدال در راهبرد سیاسی کشور باید همواره در نظریه و عمل مورد عنایت قرار گرفته و به لزوم تاسی از آن تأکید گردد.
3. رعایت اصل وفاق و وحدت میان همه نیروهای وفادار به اسلام، امام و رهبری تضمین‌کننده انسجام ملی در برابر هر گونه اجماع بین‌المللی خواهد بود.
4. راهبرد تعامل مؤثر و سازنده و تنش زدایی با نظام بین‌الملل بر اساس اصل پذیرفته شده عزت، حکمت و مصلحت تأمین‌کننده منافع جمهوری اسلامی ایران در روابط خارجی و تعامل با مجامع بین‌المللی خواهد بود.
5. مشارکت و بهره‌مندی حداکثری از نخبگان، اندیشمندان و صاحبان فکر هم تسهیل‌کننده اهداف توسعه و سربلندی نظام در رقابت‌های جهانی است.
6. رعایت اصل شایسته سالاری و استفاده از ظرفیت و تجربه منابع انسانی و مدیران لایق لازمه تحقق اهداف نظام در چشم‌انداز بیست ساله خواهد بود.
7. باید در کلیه تصمیمات و اقدامات همواره قانون محور حرکت باشد و از هر نوع رفتار سلیقه‌ای و افراطی جدا پرهیز شود.
8. گسترش احزاب و تشکل‌های مدنی وفادار نظام در چارچوب قانون اساسی و پرهیز از رفتارها و اقدامات عوام گرایانه به عنوان تسهیل‌کننده ارتباط نظام با مردم گزینه‌ای ضروری و اثر بخش خواهد بود.
9. حفظ منزلت و پاسداشت حرمت بزرگان و پیشکسوتان انقلاب وبهره‌گیری از اندیشه‌های بلند آنان زمینه‌ساز ترویج فضائل اسلامی در جامعه و تحقق بخش ارزش‌های انقلابی خواهد بود.
10. با اشاره به سیره بنیانگذار جمهوری اسلامی ایران و تأکید مکرر رهبری انقلاب، مشروعیت و مقبولیت نظام همواره ملهم از اجرای اصل مردم‌سالاری دینی بوده و بدون تردید تقلیل نقش هر یک از ابعاد اسلامیت و جمهوریت با هر استدلالی عملاً نوعی خروج از خط اصیل امام و رهبری تلقی می‌شود.
11. انتخابات دهمین دوره مجلس شورای اسلامی. در این انتخابات ۳۴۰ نفر از اعضای این حزب پس از تأیید هیئت‌های اجرایی، تنها ۴۰ نفر در شورای نظارت استانی تأیید صلاحیت شده‌اند از اعضای رد صلاحیت شده می‌توان به اکبر اعلمی، علی مطهری، غلامرضا انصاری، علیرضا شکوری، الیاس حضرتی و تعدادی از نمایندگان پیشین مجلس شورای اسلامی همچون مختار وزیری و مهندس محمد علی کریمی و ابراهیم جهانگیری برادر معاون اول رئیس‌جمهور از استان کرمان نام برد.